# Cucullia dallolmoi
Cucullia dallolmoi är en fjärilsart som beskrevs av Emilio Berio 1973. Cucullia dallolmoi ingår i släktet Cucullia och familjen nattflyn. Inga underarter finns listade i Catalogue of Life.